# Лермонтовский сельсовет (Серышевский район)
Ле́рмонтовский сельсове́т — сельское поселение в Серышевском районе Амурской области.
Административный центр — село Лермонтово.

## История
24 января 2005 года в соответствии с Законом Амурской области № 425-ОЗ муниципальное образование наделено статусом сельского поселения.
Законом Амурской области от 7 мая 2015 года № 541-ОЗ,
Лермонтовский и Лиманновский сельсоветы объединены в Лермонтовский сельсовет.

## Население
| 2002 | 2010 | 2011 | 2012 | 2013 | 2014 | 2015 |
| ---- | ---- | ---- | ---- | ---- | ---- | ---- |
| 695  | ↘487 | →487 | ↘473 | ↘468 | ↘449 | ↘431 |
| 2016 | 2017 | 2018 | 2021 |      |      |      |
| ↗690 | ↘669 | ↘640 | ↘576 |      |      |      |

## Состав сельского поселения
| № | Населённый пункт | Тип населённого пункта       | Население |
| - | ---------------- | ---------------------------- | --------- |
| 1 | Бирма            | село                         | ↗45       |
| 2 | Ближний Сахалин  | село                         | ↘35       |
| 3 | Лермонтово       | село, административный центр | ↘254      |
| 4 | Лиманное         | село                         | ↘241      |
| 5 | Павловка         | село                         | ↘65       |
| 6 | Пушкино          | село                         | →0        |